# Mathurin Enjubault
Mathurin, Étienne Enjubault, né le 27 janvier 1748 à Ballée (Mayenne) et mort le 1er décembre 1808 dans la même ville, est un homme politique français, député de 1792 à 1802.

## Biographie

### Origine et famille
Il n'aurait pas de lien de parenté, à la connaissance de l'Abbé Angot, avec la famille lavalloise dont le nom est quelquefois écrit Anjubault, mais un jugement du 24 floréal an IV réforme cette orthographe. Il est le fils de Mathurin-René Enjubault et de Madeleine Noyer, laquelle épousa en secondes noces Pierre Pichon. Mari de Françoise Leconte, il déclare le 1er octobre 1795 avoir quatre enfants, dont deux filles en pension à la Flèche et un fils sous-lieutenant à l'armée de Rhin-et-Moselle.

### Le Droit
Il fait son droit, s'établit à la Cropte comme notaire en 1770, exerçant aussi à Saint-Denis-du-Maine et à Préaux et traitant encore, en 1777, avec la veuve de Jacques Garot, notaire au Buret, pour jouir de sa charge. Le 13 mai 1781, dans un acte où il prend le titre d'avocat et notaire royal, il se porte adjudicataire d'un banc de quatre places dans l'église de la Cropte.

### Révolution française
Syndic de la paroisse, il rédige le cahier de doléances de 1789 dans un esprit révolutionnaire. Maire de sa commune, puis administrateur du département en 1790. Enjubault, qui s'est fait remarquer dans le pays par son appui à la constitution civile du clergé. Il montre son hostilité contre Louis Bigot, son curé.
Il est élu aux Élections législatives de 1792, membre de la Convention le 4 septembre 1792. Il est placé dans le comité des secours publics. Il vote la mort de Louis XVI avec «sursis à l'exécution jusqu'au moment où les puissances étrangères envahiraient notre territoire». Il ne se trouvait déjà plus en communauté d'idées avec le parti dominant. Le 13 avril 1793, il se prononçait dans un vote motivé pour la mise en accusation de Jean-Paul Marat. Il désirait rentrer au pays et reprendre des fonctions moins risquées. Le notariat de Meslay était alors l'objet de son ambition. Les administrateurs du département, auxquels il venait de procurer 300 livres de poudre, le lui promirent. Le 25 mai 1793, Enjubault renouvela sa demande, prétextant que la Convention allait prochainement terminer ses travaux.
Il n'en est pas ainsi mais l'ex-notaire se sépare nettement de ses collègues montagnards. Il a le courage de soutenir Jourdain et Hubert qui venaient de Laval protester au nom de leurs concitoyens contre l'arrestation des députés Girondins, et d'appuyer dans les comités et les ministères la demande de secours du département.
Il s'éclipse toutefois pendant la Terreur, puis revient après la chute de Robespierre. Il vote la mise en accusation de Jean-Baptiste Carrier le 23 novembre 1794, et prit plusieurs fois la parole au mois d'avril pour demander des poursuites contre les anciens membres du Comité de salut public. Nommé inspecteur aux procès-verbaux le 28 mai 1795, il signe jusqu'en septembre un grand nombre de décrets.
Il est réélu député par les Élections législatives de 1795 au Conseil des Cinq-Cents. En l'an IV, il fit passer à l'ordre du jour sur les demandes formées par les épouses de Jacques-Nicolas Billaud-Varenne et de Jean-Marie Collot d'Herbois. Il fait partie de diverses commissions et prononça plusieurs discours contre ses anciens adversaires les terroristes.
En prévision de l'expiration de son mandat, il indiquait le 6 février 1797 aux administrateurs de la Mayenne de lui procurer une étude, non à la Cropte, où sa maison isolée l'exposerait aux vengeances des Chouans, mais à Ballée. Sa demande fut agréée le 7 septembre 1797. Son mandat est renouvelé aux Élections législatives de 1797 et aux Élections législatives de 1798 en place de Joseph-Pierre Louveau qui avait été invalidé. Il est réélu aux Élections législatives de 1799 pour 3 ans. Il prit plusieurs fois la parole. Le 6 novembre 1799, il n'oublia pas, en demandant des secours contre les insurgés de la Mayenne, de faire l'éloge de sa commune de Ballée qui avait repoussé l'attaque de Louis Auguste Victor de Ghaisne de Bourmont lors de la Bataille de Ballée, et réclama des indemnités pour les citoyens dont les maisons avaient été incendiées.
Rallié au Coup d'État du 18 Brumaire, il fut choisi par le Sénat conservateur aux Élections législatives de 1800, comme député de la Mayenne au nouveau Corps législatif. Il siège au Corps législatif jusqu'en 1802. Le 29 septembre 1803 et en décembre 1808, les électeurs le proposèrent encore, mais il ne fut pas accepté par le Sénat. Le notaire de Ballée était conseiller d'arrondissement pour le canton de Grez-en-Bouère quand il mourut, le 1er décembre 1810. Il avait quatre enfants en 1802.

## Sources
1. 1 2 3 4 5 6 7 8 9 10 11 12  « Mathurin Enjubault », dans Alphonse-Victor Angot et Ferdinand Gaugain, Dictionnaire historique, topographique et biographique de la Mayenne, Laval, A. Goupil, 1900-1910 [détail des éditions] (BNF 34106789, présentation en ligne), t. II.
2. ↑  (Archives nationales, C, 353). « Mathurin Enjubault », dans Alphonse-Victor Angot et Ferdinand Gaugain, Dictionnaire historique, topographique et biographique de la Mayenne, Laval, A. Goupil, 1900-1910 [détail des éditions] (BNF 34106789, présentation en ligne), t. IV.
3. ↑  Voir Article Louis Bigot dans « Mathurin Enjubault », dans Alphonse-Victor Angot et Ferdinand Gaugain, Dictionnaire historique, topographique et biographique de la Mayenne, Laval, A. Goupil, 1900-1910 [détail des éditions] (BNF 34106789, présentation en ligne).
4. 1 2  Biographie extraite du dictionnaire des parlementaires français de 1789 à 1889 (Adolphe Robert et Gaston Cougny)

- « Mathurin Enjubault », dans Adolphe Robert et Gaston Cougny, Dictionnaire des parlementaires français, Edgar Bourloton, 1889-1891 [détail de l’édition]
- « Mathurin Enjubault », dans Alphonse-Victor Angot et Ferdinand Gaugain, Dictionnaire historique, topographique et biographique de la Mayenne, Laval, A. Goupil, 1900-1910 [détail des éditions] (BNF 34106789, présentation en ligne), t. II. Article Enjubault

### Sources partielles utilisées par l'Abbé Angot
- Queruau-Lamerie, Les Conventionnels de la Mayenne, p. 85.
- Étude de Grez-en-Bouère.
- Archives nationales, F/1c, III, Mayenne, 2.
- Archives départementales de la Mayenne, L. 65, 108.
- Dom Piolin, Histoire de l'Église du Mans.